# 西山雄介
西山 雄介（にしやま ゆうすけ、1994年11月7日 - ）は三重県松阪市出身の陸上競技選手。専門は長距離走。松阪市立三雲中学校、伊賀白鳳高校、駒澤大学卒業。トヨタ自動車陸上長距離部所属。同じく長距離選手の西山凌平（伊賀白鳳高校→神奈川大学→トヨタ紡織）は1学年上の兄。

## 経歴・人物
- 高校時代は高校トップクラスの選手として活躍。国体では1年時に少年B3000m、3年時に少年A5000mでそれぞれ準優勝。また3年時のインターハイでは1500m・5000mと2種目で入賞。3年時の第63回全国高校駅伝では、服部弾馬（豊川高校）や中谷圭佑（西脇工業高校）などを抑え、1区区間賞を獲得するなど幅広く活躍した[2][3]。
- 駒澤大学では同期の中谷圭佑とともに入学時から主力選手として活躍し、1年生から4年生まで大学三大駅伝にフル出場した[4]。
- 2016年2月、この年からリニューアルされ世界大学クロスカントリー選手権大会の代表選考会となった千葉クロスカントリー大会男子12kmで優勝を果たし[5]、同年3月に開催された第20回世界大学クロスカントリー選手権大会に出場。8位（日本勢3番手）に入り、日本の団体銀メダル獲得に貢献した[6]。
- トヨタ自動車入社3年目で初出場となった第64回ニューイヤー駅伝（2020年）では、3区で11人抜きの快走を見せ、区間賞・区間新記録を樹立した。
- 初マラソンとなった2022年2月6日の第70回別府大分毎日マラソンでは、36kmで集団から飛び出した古賀淳紫を冷静に追い、39.3kmで追いつくと40.2kmでスパート。2時間07分47秒の大会新記録で優勝を飾った。

## 記録

### 自己ベスト記録
- 1500m - 3分46秒48（2012年、高校総体）
- 5000m - 13分41秒81（2020年、全日本実業団陸上）
- 10000m - 27分56秒78（2020年、中部実業団選手権）
- ハーフマラソン - 1時間00分55秒（2020年、全日本実業団ハーフマラソン）
- マラソン - 2時間06分31秒（2024年、東京マラソン）

### 主な戦績
| 年   | 大会                               | 種目（区間）  | 順位   | 記録          | 備考                           |
| ---- | ---------------------------------- | ------------- | ------ | ------------- | ------------------------------ |
| 2010 | 千葉国体                           | 3000m         | 2位    | 8分29秒31     | 少年B                          |
| 2012 | 新潟インターハイ                   | 1500m         | 3位    | 3分46秒48     |                                |
| 2012 | 新潟インターハイ                   | 5000m         | 7位    | 14分16秒51    | 日本人3位                      |
| 2012 | 岐阜国体                           | 5000m         | 2位    | 14分03秒12    | 少年A・ 日本人1位              |
| 2012 | 第63回全国高校駅伝                 | 1区（10.0km） | 区間賞 | 29分38秒      | 伊賀白鳳高校 総合3位           |
| 2016 | 千葉クロスカントリー大会           | 12km          | 優勝   | 37分48秒      | 大学生12km                     |
| 2016 | 世界大学クロスカントリー選手権大会 | 10.7km        | 8位    | 34分08秒      | 団体銀メダル                   |
| 2022 | 第70回別府大分毎日マラソン         | フルマラソン  | 優勝   | 2時間07分47秒 | 初マラソンで大会新記録・初優勝 |

### 大学駅伝成績
| 学年               | 出雲駅伝                      | 全日本大学駅伝               | 箱根駅伝                         |
| ------------------ | ----------------------------- | ---------------------------- | -------------------------------- |
| 1年生 （2013年度） | 第25回 5区-区間2位 18分31秒   | 第45回 2区-区間9位 39分29秒  | 第90回 7区-区間3位 1時間04分04秒 |
| 2年生 （2014年度） | 第26回 2区エントリー 大会中止 | 第46回 6区-区間2位 36分00秒  | 第91回 7区-区間2位 1時間03分26秒 |
| 3年生 （2015年度） | 第27回 5区-区間賞 18分34秒    | 第47回 3区-区間10位 27分52秒 | 第92回 7区-区間4位 1時間04分21秒 |
| 4年生 （2016年度） | 第28回 1区-区間9位 23分39秒   | 第48回 2区-区間7位 38分49秒  | 第93回 1区-区間6位 1時間04分04秒 |

### 実業団駅伝戦績
| 年度                   | 大会                   | 区間     | 区間順位          | 記録          |
| ---------------------- | ---------------------- | -------- | ----------------- | ------------- |
| 2017年度 （入社1年目） | 第57回中部実業団駅伝   | 6区      | 区間賞            | 26分55秒      |
| 2017年度 （入社1年目） | 第62回全日本実業団駅伝 | 出走なし | 出走なし          | 出走なし      |
| 2018年度 （入社2年目） | 第58回中部実業団駅伝   | 6区      | 区間賞            | 24分11秒      |
| 2018年度 （入社2年目） | 第63回全日本実業団駅伝 | 出走なし | 出走なし          | 出走なし      |
| 2019年度 （入社3年目） | 第59回中部実業団駅伝   | 3区      | 区間賞 （区間新） | 34分50秒      |
| 2019年度 （入社3年目） | 第64回全日本実業団駅伝 | 3区      | 区間賞 （区間新） | 37分39秒      |
| 2020年度 （入社4年目） | 第60回中部実業団駅伝   | 4区      | 区間賞 （区間新） | 44分29秒      |
| 2020年度 （入社4年目） | 第65回全日本実業団駅伝 | 3区      | 区間14位          | 38分36秒      |
| 2021年度 （入社5年目） | 第61回中部実業団駅伝   | 3区      | 区間賞            | 35分03秒      |
| 2021年度 （入社5年目） | 第66回全日本実業団駅伝 | 4区      | 区間6位           | 1時間04分19秒 |
| 2022年度 （入社6年目） | 第62回中部実業団駅伝   | 4区      | 区間2位           | 44分37秒      |
| 2022年度 （入社6年目） | 第67回全日本実業団駅伝 | 4区      | 区間5位           | 1時間04分47秒 |
| 2023年度 （入社7年目） | 第63回中部実業団駅伝   | 出走なし | 出走なし          | 出走なし      |
| 2023年度 （入社7年目） | 第68回全日本実業団駅伝 | 6区      | 区間賞            | 32分59秒      |
| 2024年度 （入社8年目） | 第64回中部実業団駅伝   | 出走なし | 出走なし          | 出走なし      |
| 2024年度 （入社8年目） | 第69回全日本実業団駅伝 | 5区      | 区間10位          | 48分19秒      |